# 500 Miglia di Indianapolis 2017
La 500 Miglia di Indianapolis 2017, la 101ª edizione della 500 Miglia di Indianapolis, è stata una gara motoristica valevole per il campionato IndyCar Series 2017 ed è stata vinta da Takuma Satō.

## Partecipanti
La Entry List è stata presentata il 14 maggio 2017 con 33 auto iscritte
- V  Ex Vincitore
- R  Rookie della Indy 500

| No. | Pilota                                            | Team                                        | Motore    |
| --- | ------------------------------------------------- | ------------------------------------------- | --------- |
| 1   | Simon Pagenaud                                    | Team Penske                                 | Chevrolet |
| 2   | Josef Newgarden                                   | Team Penske                                 | Chevrolet |
| 3   | Hélio Castroneves V                               | Team Penske                                 | Chevrolet |
| 4   | Conor Daly                                        | A. J. Foyt Enterprises                      | Chevrolet |
| 5   | James Hinchcliffe                                 | Schmidt Peterson Motorsports                | Honda     |
| 7   | Michail Alëšin                                    | Schmidt Peterson Motorsports                | Honda     |
| 8   | Max Chilton                                       | Chip Ganassi Racing                         | Honda     |
| 9   | Scott Dixon V                                     | Chip Ganassi Racing                         | Honda     |
| 10  | Tony Kanaan V                                     | Chip Ganassi Racing                         | Honda     |
| 11  | Spencer Pigot                                     | Juncos Racing                               | Chevrolet |
| 12  | Will Power                                        | Team Penske                                 | Chevrolet |
| 14  | Carlos Muñoz                                      | A. J. Foyt Enterprises                      | Chevrolet |
| 15  | Graham Rahal                                      | Rahal Letterman Lanigan Racing              | Honda     |
| 16  | Oriol Servià                                      | Rahal Letterman Lanigan Racing              | Honda     |
| 17  | Sebastián Saavedra                                | Juncos Racing                               | Chevrolet |
| 18  | Sébastien Bourdais (rimpiazzato da James Davison) | Dale Coyne Racing                           | Honda     |
| 19  | Ed Jones R                                        | Dale Coyne Racing                           | Honda     |
| 20  | Ed Carpenter                                      | Ed Carpenter Racing                         | Chevrolet |
| 21  | J.R. Hildebrand                                   | Ed Carpenter Racing                         | Chevrolet |
| 22  | Juan Pablo Montoya V                              | Team Penske                                 | Chevrolet |
| 24  | Sage Karam                                        | Dreyer & Reinbold Racing                    | Chevrolet |
| 26  | Takuma Satō                                       | Andretti Autosport                          | Honda     |
| 27  | Marco Andretti                                    | Andretti Autosport con Yorrow               | Honda     |
| 28  | Ryan Hunter-Reay V                                | Andretti Autosport                          | Honda     |
| 29  | Fernando Alonso R                                 | McLaren-Honda-Andretti                      | Honda     |
| 40  | Zach Veach R                                      | A. J. Foyt Enterprises                      | Chevrolet |
| 44  | Buddy Lazier V                                    | Lazier Racing Partners                      | Chevrolet |
| 50  | Jack Harvey R                                     | Michael Shank Racing con Andretti Autosport | Honda     |
| 63  | Pippa Mann                                        | Dale Coyne Racing                           | Honda     |
| 77  | Jay Howard                                        | Schmidt Peterson Motorsports                | Honda     |
| 83  | Charlie Kimball                                   | Chip Ganassi Racing                         | Honda     |
| 88  | Gabby Chaves                                      | Harding Racing                              | Chevrolet |
| 98  | Alexander Rossi V                                 | Andretti Herta Autosport con Curb Agajanian | Honda     |

## Griglia di partenza
- V  Ex Vincitore
- R  Rookie della Indy 500

| Fila | Dentro | Dentro              | Nel mezzo | Nel mezzo         | Fuori | Fuori                |
| ---- | ------ | ------------------- | --------- | ----------------- | ----- | -------------------- |
| 1    | 9      | Scott Dixon V       | 20        | Ed Carpenter      | 98    | Alexander Rossi V    |
| 2    | 26     | Takuma Satō         | 29        | Fernando Alonso R | 21    | J. R. Hildebrand     |
| 3    | 10     | Tony Kanaan V       | 27        | Marco Andretti    | 12    | Will Power           |
| 4    | 28     | Ryan Hunter-Reay V  | 19        | Ed Jones R        | 16    | Oriol Servià         |
| 5    | 7      | Michail Alëšin      | 15        | Graham Rahal      | 8     | Max Chilton          |
| 6    | 83     | Charlie Kimball     | 5         | James Hinchcliffe | 22    | Juan Pablo Montoya V |
| 7    | 3      | Hélio Castroneves V | 77        | Jay Howard        | 24    | Sage Karam           |
| 8    | 2      | Josef Newgarden     | 1         | Simon Pagenaud    | 14    | Carlos Muñoz         |
| 9    | 88     | Gabby Chaves        | 4         | Conor Daly        | 50    | Jack Harvey R        |
| 10   | 63     | Pippa Mann          | 11        | Spencer Pigot     | 44    | Buddy Lazier V       |
| 11   | 17     | Sebastián Saavedra  | 40        | Zach Veach R      | 18    | James Davison        |

## Gara
- V  Ex Vincitore
- R  Rookie della Indy 500

| Pos                 | Nº | Pilota               | Scuderia                                    | Motore    | Giri | Tempo/Ritirato     | Pit Stop | Griglia | Giri in testa | Pti |
| ------------------- | -- | -------------------- | ------------------------------------------- | --------- | ---- | ------------------ | -------- | ------- | ------------- | --- |
| 1                   | 26 | Takuma Satō          | Andretti Autosport                          | Honda     | 200  | 3:13:03.3584       | 7        | 4       | 17            | 137 |
| 2                   | 3  | Hélio Castroneves V  | Team Penske                                 | Chevrolet | 200  | +0.2011            | 9        | 19      | 9             | 96  |
| 3                   | 19 | Ed Jones R           | Dale Coyne Racing                           | Honda     | 200  | +0.5278            | 9        | 11      | 0             | 93  |
| 4                   | 8  | Max Chilton          | Chip Ganassi Racing                         | Honda     | 200  | +1.1365            | 7        | 15      | 50            | 86  |
| 5                   | 10 | Tony Kanaan V        | Chip Ganassi Racing                         | Honda     | 200  | +1.6472            | 7        | 7       | 22            | 91  |
| 6                   | 22 | Juan Pablo Montoya V | Team Penske                                 | Chevrolet | 200  | +1.7154            | 7        | 18      | 1             | 73  |
| 7                   | 98 | Alexander Rossi V    | Andretti Herta Autosport con Curb Agajanian | Honda     | 200  | +2.4222            | 7        | 3       | 23            | 91  |
| 8                   | 27 | Marco Andretti       | Andretti Autosport con Yorrow               | Honda     | 200  | +2.5410            | 7        | 8       | 0             | 76  |
| 9                   | 88 | Gabby Chaves         | Harding Racing                              | Chevrolet | 200  | +3.8311            | 8        | 25      | 0             | 53  |
| 10                  | 14 | Carlos Muñoz         | A. J. Foyt Enterprises                      | Chevrolet | 200  | +4.5319            | 8        | 24      | 0             | 50  |
| 11                  | 20 | Ed Carpenter         | Ed Carpenter Racing                         | Chevrolet | 200  | +4.6228            | 10       | 2       | 5             | 79  |
| 12                  | 15 | Graham Rahal         | Rahal Letterman Lanigan Racing              | Honda     | 200  | +5.0310            | 9        | 14      | 2             | 57  |
| 13                  | 7  | Mikhail Aleshin      | Schmidt Peterson Motorsports                | Honda     | 200  | +5.6993            | 8        | 13      | 0             | 55  |
| 14                  | 1  | Simon Pagenaud       | Team Penske                                 | Chevrolet | 200  | +6.0513            | 9        | 23      | 0             | 43  |
| 15                  | 17 | Sebastián Saavedra   | Juncos Racing                               | Chevrolet | 200  | +12.6668           | 11       | 31      | 0             | 33  |
| 16                  | 21 | J.R. Hildebrand      | Ed Carpenter Racing                         | Chevrolet | 200  | +33.2191           | 8        | 6       | 2             | 61  |
| 17                  | 63 | Pippa Mann           | Dale Coyne Racing                           | Honda     | 199  | +1 Giro            | 13       | 28      | 0             | 32  |
| 18                  | 11 | Spencer Pigot        | Juncos Racing                               | Chevrolet | 194  | + 6 Giri           | 14       | 29      | 0             | 29  |
| 19                  | 2  | Josef Newgarden      | Team Penske                                 | Chevrolet | 186  | +14 Giri           | 9        | 22      | 0             | 34  |
| 20                  | 18 | James Davison        | Dale Coyne Racing                           | Honda     | 183  | Contatto           | 10       | 33      | 2             | 21  |
| 21                  | 16 | Oriol Servià         | Rahal Letterman Lanigan Racing              | Honda     | 183  | Contatto           | 7        | 12      | 0             | 40  |
| 22                  | 5  | James Hinchcliffe    | Schmidt Peterson Motorsports                | Honda     | 183  | Contatto           | 8        | 17      | 0             | 33  |
| 23                  | 12 | Will Power           | Team Penske                                 | Chevrolet | 183  | Contatto           | 7        | 9       | 2             | 41  |
| 24                  | 29 | Fernando Alonso R    | McLaren-Honda-Andretti                      | Honda     | 179  | Guasto al motore   | 7        | 5       | 27            | 47  |
| 25                  | 83 | Charlie Kimball      | Chip Ganassi Racing                         | Honda     | 166  | Guasto al motore   | 6        | 16      | 5             | 29  |
| 26                  | 40 | Zach Veach R         | A. J. Foyt Enterprises                      | Chevrolet | 155  | Problemi meccanici | 12       | 32      | 0             | 12  |
| 27                  | 28 | Ryan Hunter-Reay V   | Andretti Autosport                          | Honda     | 136  | Guasto al motore   | 5        | 10      | 28            | 35  |
| 28                  | 24 | Sage Karam           | Dreyer & Reinbold Racing                    | Chevrolet | 125  | Batteria           | 5        | 21      | 0             | 23  |
| 29                  | 44 | Buddy Lazier V       | Lazier Partners Racing                      | Chevrolet | 118  | Contatto           | 5        | 30      | 0             | 14  |
| 30                  | 4  | Conor Daly           | A. J. Foyt Enterprises                      | Chevrolet | 65   | Contatto           | 3        | 26      | 0             | 18  |
| 31                  | 50 | Jack Harvey R        | Michael Shank Racing con Andretti Autosport | Honda     | 65   | Contatto           | 3        | 27      | 0             | 17  |
| 32                  | 9  | Scott Dixon V        | Chip Ganassi Racing                         | Honda     | 52   | Contatto           | 1        | 1       | 5             | 53  |
| 33                  | 77 | Jay Howard           | Schmidt Peterson Motorsports                | Honda     | 45   | Contatto           | 2        | 20      | 0             | 24  |
| Risultati Ufficiali |    |                      |                                             |           |      |                    |          |         |               |     |